# Pacyfik (serial telewizyjny)
Pacyfik (The Pacific) – miniserial telewizyjny składający się z 10 części, którego producentami są Steven Spielberg, Tom Hanks i Gary Goetzman we współpracy z HBO, DreamWorks, Playtone i Seven Network, przedstawia losy żołnierzy Korpusu Piechoty Morskiej Stanów Zjednoczonych podczas wojny na Pacyfiku.
Głównymi bohaterami są trzej żołnierze Robert Leckie, Eugene Sledge i John Basilone. Przedstawione są ich losy podczas walk na wyspie Guadalcanal, na przylądku Gloucester, na Peleliu, Iwo Jimie i Okinawie.
Podstawą do napisania scenariusza były książki Helmet for My Pillow Roberta Leckiego i With the Old Breed Eugene’a B. Sledge’a. Premiera serialu odbyła się 14 marca 2010. W Polsce emitowany przez stację HBO od 15 marca 2010.

## Postacie
- Eugene Sledge[5]
- Robert Leckie[6]
- John Basilone[7][8]
- Lewis Puller[9]
- Sidney Phillips

## Obsada
- Joseph Mazzello – Eugene „Sledgehammer” Sledge
- Jon Seda – John Basilone
- James Badge Dale – Robert Leckie
- William Sadler – Lewis „Chesty” Puller
- Ashton Holmes – Sid Phillips
- Rami Malek – Merriell „Snafu” Shelton
- Isabel Lucas – Gwen
- Penny McNamee – Hope
- Cariba Heine – Phyllis
- Jacob Pitts – Bill „Hoosier” Smith
- Nikolai Nikolaeff – Rear Echelon Man
- Brendan Fletcher – Bill Leyden
- Matt Craven – Grant
- Nathan Corddry – Loudmouth
- Matthew Dale – John Marmet
- Damon Herriman – Merrin
- Grant Cartwright – Midnight
- Ben Esler – Charles „Chuck” Tatum
- Joshua Close – Edward Sledge
- Jon Bernthal – Manuel „Manny” Rodriguez
- Gary Sweet – Elmo ‘Gunny’ Haney
- Martin McCann – R.V. Burgin
- Keith Nobbs – Bud „Runner” Conley
- Leon Ford – Edward „Hillbilly” Jones
- Freddie Joe Farnsworth – „Stumpy” Stanley
- Simon Bossell – Stern
- Tom Budge – Ronnie Gibson
- Braydn Michael – Robert Marshall
- Scott Gibson – Andrew „Ack Ack” Haldane
- Joshua Biton – J.P. Morgan
- Josh Helman – Lou „Chuckler” Juergens
- David Ludlow – Lil’One
- Frank Lee – Chuck „Cho” Yang
- Henry Nixon – Hugh „Ivy League” Corrigan
- Dwight Braswell – Steve Evanson
- Anna Torv
- Mauricio Merino Jr – Handyboy
- Karl Cottee – Pegg
- Claire van der Boom – Stella
- Mark Trezise
- Ashley Zukerman – Mac
- Annie Parisse – Lena Riggi Basilone

## Lista odcinków
| Nr | Tytuł oryginalny         | Reżyseria                    | Scenariusz                                           | Data premiery    | Data premiery w Polsce |
| --- | ------------------------ | ---------------------------- | ---------------------------------------------------- | ---------------- | ---------------------- |
| 1 | Guadalcanal/Leckie       | Tim Van Patten               | Bruce C. McKenna                                     | 14 marca 2010    | 15 marca 2010          |
| Grudzień 1941. Przedstawiani są główni bohaterowie: Robert Leckie rozmawia z dziewczyną z sąsiedztwa Verą Keller i mówi jej o zaciągnięciu się do piechoty morskiej. John Basilone uczestniczy w odprawie podoficerów prowadzonej przez Lewisa Pullera. Eugene Sledge nie wstępuje do wojska na polecenie swojego ojca, który stwierdza u niego wadę serca. Sierpień 1942. Robert Leckie z Sidem Phillipsem, przyjacielem Sledge’a, w składzie 1 pułku marines lądują na wyspie Guadalcanal. Obserwują z wybrzeża bitwę morską. Poznają okrucieństwo wroga. Prowadzą ciężkie walki. Podczas nocnego starcia dochodzi do zmasakrowania jednostki Japończyków. Świtem widzą plażę usłaną rannymi i zabitymi. Jeden z rannych wrogów wzywa pomoc. Kiedy dwóch Amerykanów pomaga mu wstać, Japończyk z okrzykiem wysadza się granatem wraz z żołnierzami amerykańskimi. Zmienia się psychika żołnierzy. Zaczynają stosować makabryczne metody. Nie biorą jeńców, a nad jednym z nich znęcają się, strzelając do niego w taki sposób, żeby zadawać ból i nie zabić. Leckie zaczyna się zastanawiać nad człowieczeństwem. Pisze listy do Very. Wrzesień 1942. Sidney Phillips kończy osiemnaście lat. Koledzy wręczają mu w prezencie granat i śpiewają Happy birthday. Na Guadalcanal dociera John Basilone w składzie 7 pułku piechoty morskiej pod dowództwem Lewisa Pullera. |                          |                              |                                                      |                  |                        |
| 2 | Basilone                 | David Nutter                 | Bruce C. McKenna                                     | 21 marca 2010    | 22 marca 2010          |
| Październik 1942. Zadaniem 7 pułku piechoty morskiej jest wsparcie jednostki Leckiego i całej 1 dywizji podczas obrony lotniska Hendersona. Marines zmagają się z ciężkimi warunkami: insektami, chorobami, problemami z zaopatrzeniem. Część żołnierzy ginie podczas bombardowania obozu. Podczas ciężkiego nocnego starcia Basilone odgrywa kluczową rolę w odparciu ataku nieprzyjaciela, za co "Chesty" Puller przedstawia go do odznaczenia. John Basilone odnajduje w dżungli ciało zabitego Manuela Rodrigueza. W Stanach Zjednoczonych Eugene Sledge postanawia wbrew woli ojca zgłosić się do punktu werbunkowego. Ojciec, opowiada mu o ludziach wracających z wojny i ich zaburzeniach psychicznych. Ostatecznie wyraża zgodę na wstąpienie Eugene’a do wojska. Basilone z Morganem rozmawiają o śmierci. W czwartym miesiącu kampanii wyczerpani fizycznie i nękani przez choroby żołnierze z 1 dywizji zostają zluzowani i odpływają do Australii. |                          |                              |                                                      |                  |                        |
| 3 | Melbourne                | Jeremy Podeswa               | George Pelecanos, Michelle Ashford                   | 28 marca 2010    | 29 marca 2010          |
| Styczeń 1943. Amerykańscy żołnierze wpływają do Melbourne. W porcie witają ich tłumy Australijczyków. Zakwaterowani są na trybunach miejskiego stadionu. Szybko, jeszcze w brudnych i zniszczonych mundurach polowych, bez przepustek, wyruszają do miasta. W miejskim barze John Basilone i J.P. Morgan opijają śmierć kolegi, Many’ego Rodrigueza. Wdają się w bójkę z Australijczykami. Pijany Robert Leckie próbuje zaprosić spotkaną dziewczynę na spacer. Dziewczyna zaprasza go następnego dnia do siebie do domu, zapisuje mu adres, prosi o wytrzeźwienie i przedstawia się jako Stella. Następnego dnia Lewis Puller wzywa do siebie Basilone i oświadcza, że został mu przyznany Medal Honoru i zachowanie z poprzedniego dnia nie może już się w jego wykonaniu powtórzyć. Sid Phillips poznaje Gwen i jej rodzinę. Na stadionie odbywa się uroczystość związana z nadaniem odznaczenia Basilonemu. Robert Leckie odwiedza Stellę, zaprzyjaźnia się z rodziną Karamanlis, greckich imigrantów i zostaje zaproszony do zamieszkania u nich na okres pobytu w Melbourne. Leckie i Stella zostają kochankami. Basilone dostaje rozkaz powrotu do Stanów Zjednoczonych. Jego celem ma być sprzedaż obligacji i związane z nimi pozyskiwanie funduszy wojennych. Robert i Stella przeżywają upojne chwile przerwane jednak wiadomością o śmierci jednego ze znajomych dziewczyny w greckim środowisku, który walczył w Afryce. Robert Leckie wspólnie z rodziną Karamanlisów, odwiedza bliskich zabitego Australijczyka. Wieczorem rozmawia z matką Stelli o śmierci, wierze, wojnie i modlitwie. Stella obserwuje ich z domu. Następnego dnia żołnierze zostają wysłani na ćwiczenia. Wywiezieni pociągiem za miasto dostają rozkaz marszu do Melbourne. Po powrocie Robert Leckie wraca do Stelli. Dziewczyna odrzuca go mówiąc, że nie chce z nim już być, że on nie wróci do nich i nie chodzi w tym wszystkim o nią tylko o jej matkę, która traktowała Leckiego jak syna. Leckie upija się i wracając do miejsca stacjonowania jednostki, spotyka Lou Juergensa na warcie, który prosi go o przypilnowanie broni na moment skorzystania z toalety. Porucznik Corrigan dostrzega pijanego Leckiego z bronią i interweniuje. Dochodzi do kłótni między oficerem i Leckiem. Lou Juergens i Robert Leckie trafiają do aresztu. Sidney Phillips podczas pikniku z Gwen dostaje rozkaz, że w ciągu 24 godzin musi stawić się do jednostki, która została postawiona w stan gotowości. Razem z Gwen, mimo zakazu jej rodziny, trafiają do hotelowego pokoju. Robert Leckie i Lou Juergens opuszczają areszt i wracają na stadion. Wszyscy szykują się do wymarszu. Corrigan nie wyciąga konsekwencji wobec Leckiego, ale informuje o przeniesieniu go „na ochotnika” do sekcji wywiadu batalionu. Morgan odprowadza Johna Basilone na lotnisko. Zaokrętowani żołnierze piechoty morskiej odpływają żegnani przez Australijczyków. John Basilone dolatuje samolotem do Stanów Zjednoczonych. Obserwuje przez okno most Golden Gate w San Francisco. |                          |                              |                                                      |                  |                        |
| 4 | Gloucester/Pavuvu/Banika | Graham Yost                  | Robert Schenkkan, Graham Yost                        | 4 kwietnia 2010  | 5 kwietnia 2010        |
| Grudzień 1943. Eugene Sledge przechodzi szkolenie unitarne w bazie Marines, Camp Elliott. Szkoli się w obsłudze moździerza. Pierwsze efekty pozostawiają jednak wiele do życzenia. 1 dywizja piechoty morskiej ląduje na Przylądku Gloucester, na okupowanej przez Japończyków Nowej Brytanii. Odpierają samobójczy atak przeprowadzony w nocy, przez chorych i rannych żołnierzy japońskich. Rozmawiają o ich nienaturalnych decyzjach. Czy jest to odwaga, głupota czy nienawiść wobec Amerykanów. Na jednym z patroli odnajdują opuszczony obóz Japończyków i niezdolnych do walki rannych. Dobijają ich bagnetami, a Gibson odkładając broń, zabija jednego z nich, dusząc rękami, po czym uśmiecha się do obserwujących. Robert Leckie i pozostali żołnierze uświadamiają sobie, że ich największym wrogiem jest zabójcza, tropikalna dżungla i nieustannie padający deszcz. Ciężkie warunki, liczne choroby i świadomość ciągłego zagrożenia wpływają negatywnie na psychikę żołnierzy. Popadają w zobojętnienie. Leckie wchodzi w osobisty konflikt z porucznikiem Larkinem. Staje się świadkiem samobójstwa jednego z towarzyszy. Sam ma kłopoty ze zdrowiem. Zaburzenia psychiczne wywołują u niego niekontrolowane oddawanie moczu podczas snu (enuresis). Często pisze listy do Very. W maju 1944 po walkach na przylądku Gloucester, żołnierze zostają wysłani na odpoczynek, na wyspę Pavuvu. Leckie skierowany jest na leczenie i obserwację psychiatryczną na wyspie Banika (Mbanika). W szpitalu, żołnierz zamknięty w jednej z izolatek, prosi Leckiego o papierosa. Ten rozpoznaje w nim Gibsona, który jest w bardzo złym stanie psychicznym. Leckie, który ma dość swobody na terenie szpitala, obserwuje uważnie otoczenie. Widzi zniszczonych psychicznie ludzi wycofanych z frontu i sielskość obsługi medycznej nie związanych z bezpośrednimi działaniami wojennymi. Prosi lekarza, jeszcze przed zakończeniem obserwacji, o wysłanie go z powrotem do jednostki. Przed wyjściem Robert Leckie odwiedza Gibsona i podaje mu paczkę papierosów. Ronnie Gibson dziękuje i ku zdziwieniu Leckiego, życzy mu szybkiej śmierci. Dodaje na zakończenie; ... żebyś nie musiał zdychać tak jak ja. |                          |                              |                                                      |                  |                        |
| 5 | Peleliu Landing          | Carl Franklin                | Laurence Andries, Bruce C. McKenna                   | 11 kwietnia 2010 | 12 kwietnia 2010       |
| John Basilone staje się w kraju gwiazdą, bierze udział w sesjach zdjęciowych, rozdaje autografy. Jego sława szybko rośnie, co ma pomóc w sprzedaży obligacji wojennych. John spotyka się w hotelu ze swoim młodszym bratem. W trakcie rozmowy przestrzega go, aby nie próbował niczego udowadniać na wojnie sobie i innym. W tym czasie Eugene Sledge przybywa na wyspę Pavuvu, gdzie zostaje przydzielony do 5 pułku 1 dywizji piechoty morskiej. Spotyka tam swojego przyjaciela, Sida Phillipsa. Z powodu tego co przeszedł Phillips, a co dopiero przed Sledgem, przyjaciele nie potrafią znaleźć wspólnego języka. Eugene cały czas szkoli się, przygotowując do walki. Jako nowicjusz spotyka się z niechęcią ze strony doświadczonych Marines. W końcu Eugene przechodzi chrzest bojowy. 15 września 1944 roku Sledge, Leckie i pozostali żołnierze z 1 dywizji biorą udział w lądowaniu na wyspie Peleliu. Już na plaży trafiają na zaciekły opór Japończyków. Pomimo tego udaje im się dostać w głąb wyspy, gdzie toczą dalszą walkę z wrogiem. |                          |                              |                                                      |                  |                        |
| 6 | Peleliu Airfield         | Tony To                      | Bruce C. McKenna, Laurence Andries, Robert Schenkkan | 18 kwietnia 2010 | 19 kwietnia 2010       |
| Wrzesień 1944. Sidney Phillips wraca do rodzinnej miejscowości, gdzie odwiedza rodziców Eugene’a Sledge’a. W rozmowie z nimi zapewnia, że nie martwi się o ich syna, gdyż jest on w towarzystwie najlepszych żołnierzy z korpusu piechoty morskiej. Marines po raz kolejny walczą nie tylko z Japończykami, ale też z ekstremalnie nieprzyjaznym otoczeniem. Mordercza temperatura i brak wody pitnej odciskają swe piętno na psychice i wytrzymałości żołnierzy. Wyczerpani i spragnieni ruszają do walki o lotnisko na Peleliu, gdzie natrafiają na silny opór Japończyków. Wielu Marines ginie lub zostaje ciężko rannych od kul i pocisków artyleryjskich wroga. Sledge’owi i Leckiemu udaje się cało przedostać przez odkrytą przestrzeń. Przyjaciel Leckiego, Conley, zostaje raniony w ramię. Leckie otrzymuje rozkaz powrotu przez lotnisko aby znaleźć radio. W trakcie jego wykonywania zostaje ranny w wybuchu i wycofany z wyspy. Na okręcie spotyka rannego Conleya. Sledge spędza noc na wyspie, oczekując w każdej chwili wraz z pozostałymi Marines ataku wroga. Niektórzy nie wytrzymują psychicznie napięcia i trudów. Sledge następnego dnia bierze udział w patrolu. Po chrzcie bojowym otrzymuje przezwisko „Sledgehammer”. |                          |                              |                                                      |                  |                        |
| 7 | Peleliu Hills            | Tim Van Patten               | Bruce C. McKenna                                     | 25 kwietnia 2010 | 26 kwietnia 2010       |
| Wrzesień i październik 1944. Sledge wraz ze swoim oddziałem bierze udział w dalszych walkach na Peleliu. Marines patrolują wzgórza opanowane przez Japończyków. W końcu schodzą z linii frontu aby odpocząć i odzyskać siły. Kiedy oddział Sledge’a wyrusza ponownie w stronę wzgórz, mijają pułkownika Pullera wracającego stamtąd ze swoimi ludźmi. W międzyczasie Basilone kontynuuje swoją podróż po USA, promując obligacje wojenne. Bierze udział w kolejnych imprezach mających na celu zbiórkę funduszy. Z upływem czasu narasta w nim frustracja i poczucie winy, że zostawił swoich towarzyszy broni na froncie. Oddział Sledge’a natyka się na pozornie oczyszczony z wrogów bunkier. Eugene słyszy hałasy dobiegające ze środka i alarmują kolegów. Wywiązuje się walka z obsadą bunkra w trakcie której raniony zostaje jeden z Marines. Eugene zabija szarżującego na niego wroga w ostatniej chwili, ratując swoje życie. Po intensywnej walce bunkier zostaje zdobyty. Marines kontynuują walkę na wzgórzach z zaciekle broniącymi się Japończykami. W trakcie jednej z walk ranny zostaje porucznik Jones. Niesiony na noszach otrzymuje kolejne trafienie, tym razem śmiertelne. Następnie od kuli snajpera ginie kapitan „Ack Ack” Haldane. Eugene i jego koledzy są zaskoczeni i załamani utratą świetnego dowódcy. Po miesiącu walk na Peleliu Sledge i jego towarzysze broni zostają wycofani na Pavuvu. |                          |                              |                                                      |                  |                        |
| 8 | Iwo Jima                 | David Nutter, Jeremy Podeswa | Robert Schenkkan, Michelle Ashford                   | 2 maja 2010      | 3 maja 2010            |
| New Jersey, 1944. Basilone jest coraz bardziej sfrustrowany swoją rolą bohatera wojennego. Nie potrafi cieszyć się domem i rodziną, nieustannie myśląc o wojnie. Składa prośbę o przywrócenie do bardziej aktywnej służby. Zostaje przeniesiony do Camp Pendleton aby trenować nowych rekrutów. Z całej kompanii zastaje na miejscu tylko dwóch: Tatuma i Evansona. Pomimo tego postanawia ich szkolić. Sam również pracuje nad powrotem do formy. Z czasem do koszar trafiają nowi rekruci. Na miejscu John poznaje sierżant Lenę Riggi. Początkowo John spotyka się z niechęcią z jej strony. Z czasem Basilone przekonuje Lenę do siebie. Niedługo potem biorą ślub i wyjeżdżają na miesiąc miodowy. Służba Johna dobiega końca, jednak on decyduje się na jej przedłużenie. Kilka miesięcy później, 19 lutego 1945 roku, oddział Johna bierze udział w lądowaniu na Iwo Jimie. Dowodząc ludźmi, których trenował, wykazuje się podobną odwagą jak na Guadalcanal. Zostaje jednak zabity pierwszego dnia walki. |                          |                              |                                                      |                  |                        |
| 9 | Okinawa                  | Tim Van Patten               | Bruce C. McKenna                                     | 9 maja 2010      | 10 maja 2010           |
| Maj 1945. Sledge, Snafu i ich kompani wraz z nowo przybyłymi żołnierzami z uzupełnień zmagają się z wszechobecnym błotem. Po raz pierwszy w trakcie wojny napotykają cywilów. Marines, słuchając nieustającego huku artylerii, pośród błotnistych wzgórz i kanionów wszędzie natrafiają na rozkładające się zwłoki. Najbardziej przeraża ich wykorzystywanie przez Japończyków kobiet i dzieci w walce jako ludzkich tarcz. Towarzysz Sledge’a, Leyden, zostaje ranny i ściągnięty z linii frontu. Jeden z nowych, Hamm, zostaje zabity, próbując ratować innego żółtodzioba. Sledge i pozostali są na granicy wyczerpania psychicznego. Marines kontynuują walkę na Okinawie, systematycznie posuwając się w głąb wyspy i oczyszczając ją z Japończyków. Sledge i Snafu w cywilnej chacie znajdują płaczące dziecko i boją się zbliżyć, obawiając się, że to kolejna pułapka wroga. W chacie Sledge trafia również na ciężko ranną kobietę, która prosi go aby skrócił jej cierpienie. Sledge nie potrafi jednak tego zrobić. Oszczędza również życie młodego japońskiego żołnierza, który chwilę później zostaje zabity przez jednego z Marines z uzupełnień. Po zwycięstwie i zdobyciu Okinawy Sledge i Snafu wraz ze swoim oddziałem dowiadują się od porucznika Maca o zrzuceniu przez USA na Japonię nowego rodzaju bomby. |                          |                              |                                                      |                  |                        |
| 10 | Home                     | Jeremy Podeswa               | Bruce C. McKenna, Robert Schenkkan                   | 16 maja 2010     | 17 maja 2010           |
| 15 sierpnia 1945. Robert Leckie przebywa w szpitalu wojskowym, gdzie wraca do zdrowia po tym jak został ranny na Peleliu. Tam dociera do niego informacja, że Japonia się poddała. Oddział Sledge’a i Snafu świętuje zwycięstwo na Pacyfiku. Leckie wraca do domu gdzie zostaje przyjęty przez swoich rodziców z dystansem. Sledge, Snafu i Burgin wracają pociągiem przez USA. Rozmawiają o swoich planach na przyszłość. Eugene przyznaje, że żadnych planów nie ma. W tym czasie Lena po raz pierwszy odwiedza rodzinę Basilone. Przekazuje rodzicom Johna jego Medal Honoru. Bob Leckie wraca do pracy w lokalnej gazecie jako reporter sportowy. Wieczorem, podczas pracy nad artykułem, po raz pierwszy od powrotu do domu widzi Verę. Decyduje się zaprosić ją na kolację. Z czasem zakochują się w sobie. Sledge wraca do rodzinnego Mobile, gdzie na stacji odbiera go Sidney Phillips. Sledge zostaje powitany przez rodziców ze łzami. Eugene ma problemy z powrotem do normalnego życia. Próbuje zapisać się do College’u, ale nie potrafi znaleźć dla siebie odpowiedniej dziedziny. Ojciec Eugene’a, chcąc pomóc synowi, zabiera go na polowanie. Eugene nie wytrzymuje psychicznie i załamuje się przy ojcu. Już nigdy nie będzie tym samym człowiekiem. |                          |                              |                                                      |                  |                        |